# 암호화 스위트
암호화 스위트(Cipher Suite)는 전송 계층 보안(Transport Layer Security, TLS)에서 쓰이는 인터넷 보안 보조 알고리즘이다. 일반적으로 다음과 같은 구조를 가지고 있다.

## TLS 1.0/TLS 1.1/TLS 1.2
TLS_ECDHE_RSA_WITH_AES_128_GCM_SHA256
- TLS - 프로토콜(SSL/TLS)
- ECDHE - 키 교환방식
- RSA - 인증서 검증(Authentication)
- AES_128 - 대칭키를 이용한 블록 암호화 방식
- GCM - 블록 암호 운용방식
- SHA256 - 메시지 인증 (무결성)

## TLS 1.3
TLS_AES_128_GCM_SHA256

## 같이 보기
- 암호학
- 데이터 보안
- 하드웨어 보안 모듈